# Protógenes Queiroz
Protógenes Pinheiro Queiroz (Salvador, 20 de maio de 1959), é um ex-delegado brasileiro da Polícia Federal do Brasil. Em 2010, foi eleito deputado federal pelo estado de São Paulo.

## Carreira
Protógenes Queiroz recebeu o nome em homenagem ao Almirante Protógenes Pereira Guimarães, ex-ministro da Marinha da Era Vargas e ex-Governador do Rio de Janeiro. Formado em Direito, advogou e foi Procurador-geral do município fluminense de São Gonçalo.  Admitido como delegado na Polícia Federal em 1998, foi lotado inicialmente no Acre e desde então participou de várias investigações de grande efeito nos meios de comunicação como:
- O caso Corinthians/MSI por evasão de divisas e lavagem de dinheiro,
- As fraudes da arbitragem do Campeonato Brasileiro de Futebol em 2005,
- Remessas ilegais de dinheiro para paraísos fiscais, desviadas da Prefeitura de São Paulo pelos o ex-prefeitos Celso Pitta e Paulo Maluf.
- Operação que prendeu o comerciante Law King Chong, o maior contrabandista do Brasil. King Chong estava disposto a pagar 1,5 milhão de dólares ao presidente da CPI, deputado Luiz Antônio Medeiros (PL-SP) para obter favores, mas suas conversas foram registradas.[4]

Em 7 de setembro de 2009, durante as comemorações da Independência do Brasil, Protógenes anunciou sua filiação ao Partido Comunista do Brasil. Em vídeo divulgado pelo partido na Internet ele afirma que escolheu o PCdoB porque o partido tinha um grande histórico de luta pelo povo brasileiro.
Em 2010, foi eleito deputado federal pelo estado de São Paulo obtendo 94.906 votos válidos.  Tomou posse em 1° de fevereiro de 2011.

## Operações

### Satiagraha
Protógenes ficou conhecido nacionalmente durante o comando da Operação Satiagraha desde seu início até 14 de julho de 2008.  Nessa operação, investigou desvios de verbas públicas, crimes contra o sistema financeiro, corrupção e lavagem de dinheiro.  Resultou na prisão, determinada pela 6.ª Vara da Justiça Federal em São Paulo, de vários banqueiros, diretores de banco e investidores, em 8 de julho de 2008, entre os quais o banqueiro Daniel Dantas, do Banco Opportunity, além do ex-prefeito Celso Pitta e do investidor Naji Nahas.
Apesar da projeção nacional, Protógenes foi afastado da investigação e acabou virando alvo de um inquérito da Polícia Federal, pois supostamente estaria utilizando irregularmente agentes da Agência Brasileira de Inteligência (Abin).
Em 2014, quando ainda era deputado federal pelo PC do B de São Paulo, foi condenado pelo STF por vazar informações sigilosas durante a Operação. Os ministros do Tribunal estipularam pena de 2 anos e 6 seis meses, convertida em prestação de serviços comunitários.  Posteriormente, a Operação Satiagraha foi considerada nula pelo STF nos autos do Habeas corpus 106.566.

### Monte Carlo
Durante a Operação Monte Carlo, foram interceptadas pelo menos seis conversas consideradas suspeitas entre Protógenes e Idalberto Marias Araújo, o Dadá, sargento aposentado da aeronáutica envolvido em esquemas do bicheiro Carlinhos Cachoeira. Nas conversas, feitas para o celular do deputado, Protógenes orienta Dadá a como dificultar as investigações abertas pela corregedoria da Polícia Federal para apurar desvios durante a operação Satiagraha. À época da operação, Dadá prestou serviços como araponga (espião que executa interceptação ilegal de informação privada, tipicamente de conversas telefônicas) a Protógenes, então chefe da operação que prendeu Daniel Dantas.
Pouco antes dessas revelações, feitas pelo jornal O Estado de S. Paulo, Protógenes requereu instauração de comissão parlamentar de inquérito a fim de apurar denúncias contra Demóstenes Torres envolvendo Cachoeira e Dadá.

## CPIs

### das Privatizações
Requerida pelo deputado federal Protógenes Queiroz (PCdoB-SP), a Comissão Parlamentar de Inquérito (CPI) das Privatizações foi pedida com base no material apresentado pelo jornalista Amaury Ribeiro Jr. em seu livro “A Privataria Tucana”, que investigou supostas irregularidades no processo de privatizações conduzido por governos do PSDB.
Para a criação da CPI coletaram-se 206 assinaturas no Congresso Nacional em 2011, mas até maio de 2013 a instalação da comissão não fôra anunciada.

### do Cachoeira
Requerida por Protógenes em 20 de março de 2012, a Comissão Parlamentar de Inquérito (CPI) do Cachoeira tem por objetivo investigar os negócios ilegais envolvendo parlamentares com o  empresário goiano Carlos Cachoeira, vulgo “Carlinhos Cachoeira”. Em abril de 2012, foi criada a Comissão Parlamentar Mista de Inquérito CPI, integrada por membros da Câmara dos Deputados e Senado Federal, com o mesmo objetivo.
Durante a Operação Monte Carlo, diversos documentos apreendidos e monitoramento telefônico com autorização judicial mostraram o envolvimento do bicheiro Carlinhos Cachoeira com diversos políticos, principalmente com o ex-senador Demóstenes Torres (DEM-GO), cujo mandato foi cassado pelo plenário do Senado Federal em 11 de julho de 2012.

## Condenação pelo STF
Em 21 de outubro de 2014, a Segunda Turma do Supremo Tribunal Federal condenou o então deputado federal Protógenes pelo vazamento de informações sigilosas na Operação Satiagraha, que em 2008 prendeu o banqueiro Daniel Dantas e o ex-prefeito de São Paulo Celso Pitta.
Como pena, os ministros fixaram pena de 2 anos e 6 seis meses de prisão convertida em prestação de serviços comunitários e limitação de fim de semana. Em decorrência da condenação, o STF entendeu que Protógenes perdeu o mandato de deputado federal e o direito de ocupar cargo público durante o a duração da pena. Por ser condenado por órgão colegiado por crime contra a administração pública, ele também ficou inelegível até o transcurso do prazo de 8 anos após o cumprimento da pena. Porém o relator da ação penal, ministro Teori Zavascki, ressaltou que a perda do mandato não é automática a partir da decisão do STF e que caberia à Câmara dos Deputados decidir se instauraria ou não o processo de cassação. Em 2014, Protógenes candidatou-se, mas não foi reeleito.

## Demissão da Polícia Federal
Em 14 de outubro de 2015, foi demitido da Polícia Federal, segundo a portaria publicada no Diário Oficial da União (DOU): “prevalecer-se, abusivamente, da condição de funcionário policial”, revelar “segredo do qual se apropriou em razão do cargo” e “praticar ato lesivo da honra ou do patrimônio da pessoa, natural ou jurídica, com abuso ou desvio de poder”.

## Asilo político e procura pela Interpol
Em abril de 2016, a Suíça concedeu asilo a Protógenes.  Segundo Adib Abdouni, advogado, "Agora a residência dele é na Suíça".  Em entrevista concedida ao jornal suíço Sept, Protógenes informou que se exilou já em outubro, ao viajar para o país para uma conferência em Genebra.  "Eu me sinto em casa aqui", disse.
Em 14 de maio de 2016, a juíza Andrea Silva Sarney Costa Moruzzi, da 1ª Vara Criminal Federal de São Paulo, considerou-o foragido internacional, emitindo mandado de captura à Interpol por fuga do país e por não cumprir os termos da sua condenação por fraude processual e violação do sigilo funcional.
Em reportagem de 14 de maio de 2016, no Jornal Hoje, Protógenes alegou ser asilado político na Suíça desde 2015 e que não recebeu nenhuma intimação.
| “ | Estou aqui na Suíça desde outubro de 2015 como asilado politico. O processo está sob sigilo e nunca recebi nenhuma intimação. | ” |